# Zespół Plummera-Vinsona
Zespół Plummera-Vinsona (dysfagia syderopeniczna, zespół Patersona-Browna-Kelly’ego, ang. Plummer-Vinson syndrome (PVS)) – zespół chorobowy charakteryzujący się występowaniem anemii z niedoboru żelaza z towarzyszącą dysfagią z powodu skurczu przełyku w okolicy zapierściennej. Etiologia zespołu nie jest znana, podejrzewanym czynnikiem sprawczym jest proces autoimmunologiczny. Inne teorie wiązały jego występowanie z obecnością ektopowej błony śluzowej żołądka w górnym odcinku przełyku, która miała doprowadzać do krwawiących owrzodzeń prowadząc do zaburzeń połykania i niedokrwistości. Badania sekcyjne oraz badania wycinków nie potwierdziły obecności tej anomalii. Zespół Plummera-Vinsona obecnie występuje sporadycznie, co związane jest prawdopodobnie z lepszym stanem odżywienia i brakiem niedoborów żelaza. Kojarzony jest ze zwiększonym ryzykiem występowania raka płaskonabłonkowego przełyku (zwiększenie ryzyka >8 razy). W Wielkiej Brytanii jednostka chorobowa nosi nazwę zespołu Patersona-Browna-Kelly’ego.